# Fort VI Twierdzy Modlin
Fort VI – jeden z fortów Twierdzy Modlin, wzniesiony w ramach budowy pierwszego pierścienia fortów w latach osiemdziesiątych XIX wieku.
Fort znajduje się we wsi Czeczotki. Jest jednym z najbardziej zniszczonych fortów twierdzy.